# Parcours
Dit overzicht is mogelijk incompleet; u kunt helpen door het uit te breiden.

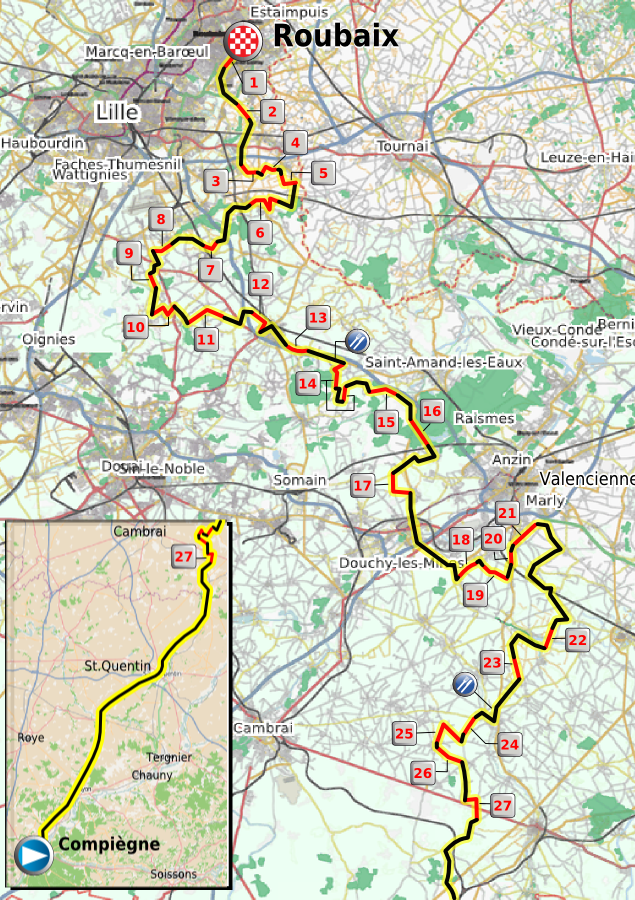
Parcours van Parijs-Roubaix

Een parcours of parkoers is een (bij een wedstrijd) te volgen route.
Als het parcours rondloopt (start- en eindpunt sluiten aan elkaar aan) spreekt men van een circuit. Bij atletiek is dit vaak een sintelbaan.
Het uitzetten van een parcours voor officiële wedstrijden moet nauwkeurig gebeuren, vooral vanwege de commerciële belangen bij grootschalige evenementen zoals wereldkampioenschappen of Olympische Spelen. Niet alleen de lengte moet kloppen, zoals bij een marathon, er moeten ook hindernissen zijn, zoals de cols in de etappes van de Tour de France.